# Iglesia de San Pantaleón (Roma)
La iglesia de San Pantaleón, es una iglesia de Roma, en el distrito de Parione, que sitúa su fachada sobre la plaza del mismo nombre muy cerca del corso Vittorio Emanuele II. Es la iglesia madre de la Orden de las Escuelas Pías, más comúnmente conocidos como escolapios, una orden religiosa masculina católica.

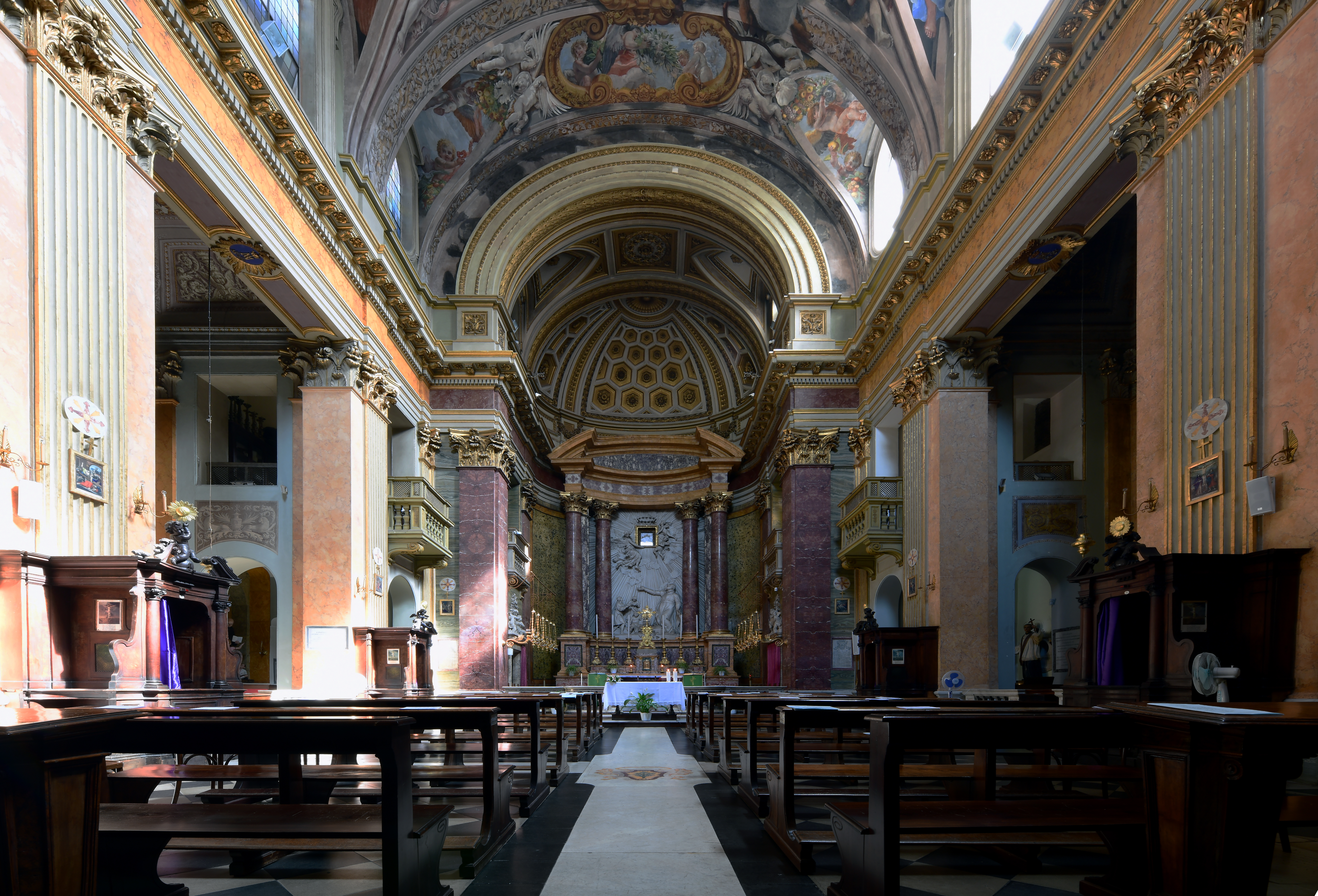
Interiore

## Historia
Esta iglesia  fue creada como filial de la San Lorenzo in Damaso con una bula del  Papa Urbano III en el año 1186 con el nombre de  “Sancti Pantaleonis de Pretecarolis” . El significado del nombre es incierto: para algunos esta denominación proviene de una familia llamada del Preta, proveniente de la zona de Preta di Amatrice donde existe la "Fonte Pantalea", a la que pertenece un messer Carlo, que fue sepultado; para l'Armellini deriva da un prete de nombre Carlo que deseaba legar por motivos desconocidos su nombre a la nueva iglesia.
Existe constancia de la existencia de la iglesia ya en el siglo XII, consagrada por el Papa Honorio III el 1216, y dedicada a san Pantaleón de Nicomedia, mártir bajo el mandato de Diocleciano el año 305 y patrón de los médicos. La iglesia fue restaurada en diversas ocasiones. En 1621 la iglesia y el convento anexo fueron cedidos a San José de Calasanz, que la constituyó como escuela y sede de la curia general de la Orden de las Escuelas Pías (escolapios) que acababa de fundar, y que ahora poseen los edificios anexos. La iglesia actual fue reconstruida entre el 1681 y el 1689 siguiendo el diseño de Giovanni Antonio De Rossi, quién también diseñó el interior de la iglesia de Santa Maria Portae Paradisi. En el siglo siglo XIX se reformó la fachada dándole un aire neoclásico obra de Giuseppe Valadier.

## Descripción
El interior de la iglesia se presenta en una sola nave, dos capillas en cada lateral y un ábside profundo.
Son destacables las siguientes obras:
- El fresco titulado il Trionfo del nome di Maria, el Triunfo del nombre de María de Filippo Gherardi;
- En la segunda capilla a la derecha, Muerte de San José atribuida a Sebastiano Ricci (1690);
- Bajo el altar mayor existe una hermosa urna donde se custodia el cuerpo de San José de Calasanz.
- En el antiguo convento se encuentran numerosos objetos y reliquias del santo escolapio
- En el pasillo que conduce a la sacristía  nos encontramos con los  Santos Justo y Pastor del Pomarancio

## Enlaces
- Wikimedia Commons alberga una categoría multimedia sobre Iglesia de San Pantaleón.
- Portal:Iglesia católica. Contenido relacionado con Iglesia católica.
- Scolopi

- Datos: Q3585371
- Multimedia: San Pantaleo (Rome) / Q3585371